# 비야 (프랑스)
비야(프랑스어: Billiat)는 프랑스 동부 오베르뉴론알프 앵주에 있는 코뮌이다.

## 역사
12세기부터 교구가 설치되고 영지가 되었다. 비야 마을이 영지가 되면서 뷔제 산맥을 통과하는 길목에 영향력을 행사했다. 지역 경제로는 주로 밀이 생산되었고 론 강의 시냇물을 따라 다른 지역과 목재를 교역했다. 1324년에는 특허장을 받았다.

### 명소
비야에는 클로딘 드 브로스가 살던 성의 옛 흔적이 남아 있다. 이곳은 토리노의 수의가 보관되던 곳이기도 했다. ·  15세기 경에 다른 곳으로 옮겨지기 전까지 수년간 이곳에 있었다는 기록이 전해진다.
그밖에 로마네스크 양식으로 12세기에 지어진 마을 교회가 있다. 이곳 내부에는 13세기 프레스코화가 걸려 있다.

## 인구
| 연도 | 인구 | ±%    |
| ---- | ---- | ----- |
| 2006 | 440  | —     |
| 2007 | 444  | +0.9% |
| 2008 | 448  | +0.9% |
| 2009 | 456  | +1.8% |
| 2010 | 484  | +6.1% |
| 2011 | 516  | +6.6% |
| 2012 | 547  | +6.0% |
| 2013 | 578  | +5.7% |
| 2014 | 595  | +2.9% |
| 2015 | 601  | +1.0% |
| 2016 | 611  | +1.7% |

## 같이 보기
- 앵 주의 코뮌 목록